# Common Log Format
Common Log Format, también conocido como NCSA Common log format (anteriormente conocido como NCSA HTTPd) es un formato de archivo de texto estandarizado usado por los servidores web para generar logs. Ya que el formato está estandarizado, los archivos pueden ser leídos y analizados por una gran cantidad de programas de análisis, como por ejemplo, Webalizer, Analog o awstats.

## Uso
Cada línea guardada en un archivo Common Log Format posee la siguiente sintaxis:
```
host ident authuser date request status bytes
```

## Ejemplo
```
127.0.0.1 jimbowales jimbo [17/Abr/2017:20:10:36 -0600] "GET /wiki.png HTTP/1.1" 200 51200
```

Un "-" indica la ausencia de ese dato.
- 127.0.0.1 es la dirección IP del host remoto quien hace la petición al servidor.
- jimbowales es el identificador descrito en el RFC 1413.
- jimbo es el userid de la persona que pide el documento.
- [17/Abr/2017:20:10:36 -0600] es la fecha, hora y la zona horaria en la cual se recibió la petición, normalmente en el formato strftime %d/%b/%Y:%H:%M:%S %z.
- "GET /wiki.png HTTP/1.1" es la línea de petición del cliente. El método GET, /wiki.png el recurso pedido, y HTTP/1.1 el protocolo HTTP.
- 200 es el código de estado HTTP devuelto por el servidor.
- 51200 es el tamaño del objeto devuelto al cliente, medido en bytes.

## Uso
Los archivos de log son una utilidad estándar para los desarrolladores de sistemas de cómputo y administradores. Ellos graban «qué ha pasado, cuándo y por quién» sobre el sistema. Esta información puede registrar fallas y ayudar a los diagnósticos. Esto puede identificar agujeros de seguridad y otros problemas. También son usados para auditar sistemas.